# Phosphorosaurus
Il fosforosauro (gen. Phosphorosaurus) è un rettile marino estinto, appartenente ai mosasauri. Visse nel Cretaceo superiore (Maastrichtiano, circa 72 - 65 milioni di anni fa) e i suoi resti fossili sono stati ritrovati in Europa e in Asia. The skull of the latter species is thought to be around 50 cm long.

## Descrizione
Questo animale era lungo circa tre metri e, rispetto agli altri mosasauri, era di dimensioni relativamente contenute. Il cranio di Phosphorosaurus era lungo, stretto e basso. Le grandi orbite avevano una conformazione tale da suggerire, almeno in una specie, P. ponpetelegans, la possibilità che questo animale possedesse una visione binoculare. I denti erano aguzzi e fortemente ricurvi.

## Classificazione

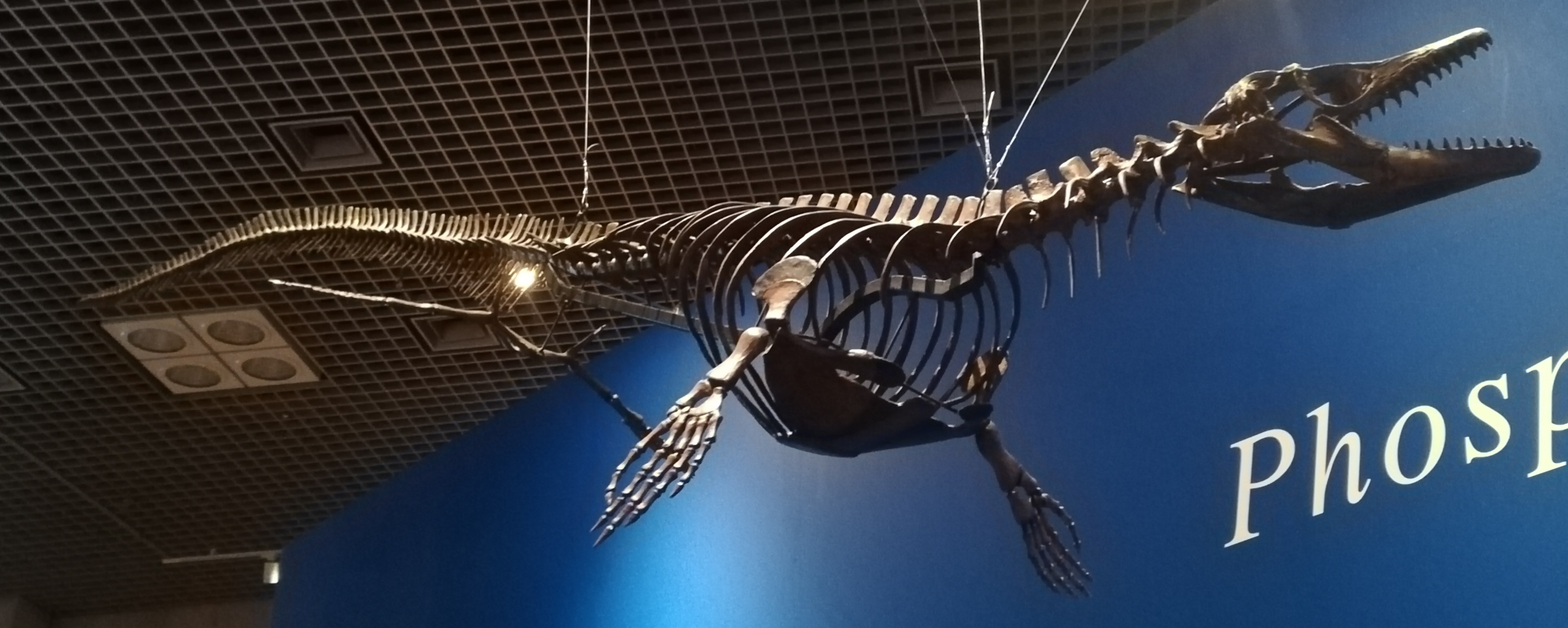
Scheletro di Phosphorosaurus ponpetelegans

Il genere Phosphorosaurus venne descritto per la prima volta da Louis Dollo nel 1889, sulla base di un cranio frammentario lungo circa 42 centimetri proveniente dal ‘‘Craie phosphateé’’ di Ciply in Belgio, in terreni che risalgono al Maastrichtiano superiore. Dollo descrisse la specie tipo Phosphorosaurus ortliebi, che successivamente venne attribuita da altri studiosi al genere Halisaurus (Lingham-Soliar, 1996). Non tutti i paleontologi seguirono però questa attribuzione e, nel 2015, con la descrizione di una nuova specie asiatica di mosasauro, fu possibile ridefinire il taxon Phosphorosaurus. La nuova specie, P. ponpetelegans, fu ritrovata in terreni un poco più antichi (Maastrichtiano inferiore) sull'isola di Hokkaidō, in Giappone. Secondo questa analisi, Phosphorosaurus e Halisaurus si differenziano per alcune caratteristiche del cranio, riguardanti principalmente l'osso frontale. Il cranio di P. ponpetelegans doveva raggiungere i 50 centimetri di lunghezza.
Phosphorosaurus e Halisaurus fanno entrambi parte degli Halisaurini (Halisaurinae), un gruppo di mosasauri dalle caratteristiche primitive e dalle dimensioni ridotte, molto diffusi verso la fine del Cretaceo superiore.

## Paleobiologia
L'analisi della biologia dell'esemplare giapponese di Phosphorosaurus suggerisce che questo mosasauro vivesse in acque profonde o che fosse un predatore notturno, che cacciava animali come i calamari o pesci bioluminescenti come gli attuali pesci lanterna (di cui sono stati ritrovati antenati fossili proprio nelle zone dove è stato rinvenuto Phosphorosaurus). I grandi occhi di Phosphorosaurus avevano campi visivi sovrapposti, che conferivano all'animale la percezione della profondità (un vantaggio nella caccia ad animali in scarse condizioni di visibilità). Gli studi indicano inoltre che questo animale era probabilmente un predatore d'agguato, che aspettava per colpire velocemente la preda, e non era un nuotatore efficiente come i mosasauri più grandi ritrovati in Giappone (tra i quali lo stesso Mosasaurus).